# Cantone di Bourgtheroulde-Infreville
Il Cantone di Bourgtheroulde-Infreville è una divisione amministrativa dell'arrondissement di Bernay.
A seguito della riforma approvata con decreto del 25 febbraio 2014, che ha avuto attuazione dopo le elezioni dipartimentali del 2015, è passato da 18 a 36 comuni.

## Composizione
I 18 comuni facenti parte prima della riforma del 2014 erano:
- Berville-en-Roumois
- Boissey-le-Châtel
- Bosc-Bénard-Commin
- Bosc-Bénard-Crescy
- Bosc-Renoult-en-Roumois
- Le Bosc-Roger-en-Roumois
- Bosguérard-de-Marcouville
- Bosnormand
- Bourgtheroulde-Infreville
- Épreville-en-Roumois
- Flancourt-Catelon
- Saint-Denis-des-Monts
- Saint-Léger-du-Gennetey
- Saint-Ouen-du-Tilleul
- Saint-Philbert-sur-Boissey
- Theillement
- Thuit-Hébert
- Voiscreville

Dal 2015 i comuni appartenenti al cantone sono i seguenti 36:
- Amfreville-la-Campagne
- Le Bec-Thomas
- Berville-en-Roumois
- Boissey-le-Châtel
- Bosc-Bénard-Commin
- Bosc-Bénard-Crescy
- Bosc-Renoult-en-Roumois
- Le Bosc-Roger-en-Roumois
- Bosguérard-de-Marcouville
- Bosnormand
- Bourgtheroulde-Infreville
- Épreville-en-Roumois
- Flancourt-Catelon
- Fouqueville
- La Harengère
- La Haye-du-Theil
- Houlbec-près-le-Gros-Theil
- Saint-Amand-des-Hautes-Terres
- Saint-Cyr-la-Campagne
- Saint-Denis-des-Monts
- Saint-Didier-des-Bois
- Saint-Germain-de-Pasquier
- Saint-Léger-du-Gennetey
- Saint-Ouen-de-Pontcheuil
- Saint-Ouen-du-Tilleul
- Saint-Philbert-sur-Boissey
- Saint-Pierre-des-Fleurs
- Saint-Pierre-du-Bosguérard
- La Saussaye
- Theillement
- Le Thuit-Anger
- Thuit-Hébert
- Le Thuit-Signol
- Le Thuit-Simer
- Tourville-la-Campagne
- Voiscreville